# Ferdinand T. Unger

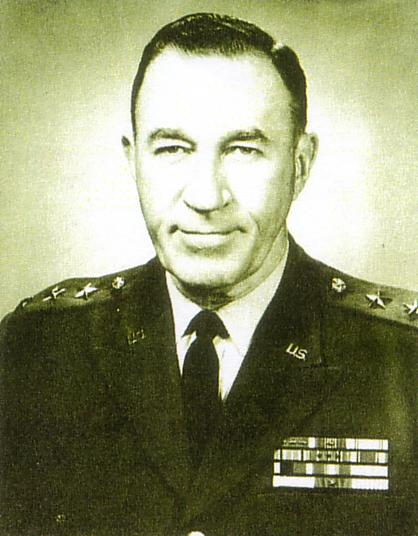
Ferdinand Thomas Unger (1972)

Ferdinand Thomas Unger (* 28. Oktober 1914 in Pittsburgh, Allegheny County, Pennsylvania; † 31. Januar 1999 in Arlington County, Virginia) war ein Generalleutnant der United States Army. Er war unter anderem Kommandeur der 7. Infanteriedivision.
Ferdinand Unger studierte für kurze Zeit an der University of Pittsburgh. In den Jahren 1933 bis 1937 durchlief er die United States Military Academy in West Point. Nach seiner Graduation wurde er als Leutnant in das Offizierskorps des Heeres aufgenommen. In der Armee durchlief er anschließend alle Offiziersränge vom Leutnant bis zum Drei-Sterne-General.
Im Lauf seiner militärischen Karriere absolvierte Unger verschiedene Kurse und Schulungen. Dazu gehörten unter anderem der Field Artillery Officer Basic Course (1937), das Command and General Staff College (1944) und das United States Army War College (1957–1958).
In seinen jüngeren Jahren absolvierte er den für Offiziere in den niederen Rangstufen üblichen Dienst in verschiedenen Einheiten und Standorten. Während des Zweiten Weltkriegs kommandierte er das 718. Feldartilleriebataillon, das der 63. Infanteriedivision unterstand und auf dem europäischen Kriegsschauplatz eingesetzt war. Ungers Division kam Ende 1944 zum Einsatz und war in den Ardennen, im Rheinland und im Elsass eingesetzt.
Nach dem Krieg setzte Unger seine Offizierslaufbahn fort. Im Jahr 1960 gehörte er dem Stab der Artillerie der 3. Infanteriedivision in Deutschland an. Daran schloss sich eine Versetzung zum Stab der 3. Armee an. In den Jahren 1962 bis 1964 war er Stabsoffizier in der Abteilung für Operationen (G3) bei den Joint Chiefs of Staff. In diese Zeit fiel die Kubakrise.
Zwischen Juni 1964 und August 1965 kommandierte er die in Südkorea stationierte 7. Infanteriedivision, die die dortige Demilitarisierte Zone überwachte. Danach wurde er zum Stab des, US Continental Army Command (CONARC) versetzt. Daran schloss sich eine Versetzung auf die Ryūkyū-Inseln an. Dort diente er in den Jahren 1967 bis 1969 als amerikanischer Hochkommissar was gleichbedeutend mit dem Oberbefehl über die in der Region stationierten amerikanischen Truppen war. Danach kehrte er zum Stab der Joint Chiefs of Staff zurück, wo er bis zu seiner Pensionierung im Jahr 1970 in der Stabsabteilung für Strategien (J5) tätig war.
Nach seiner Pensionierung leitete Unger für einige Jahre ein militärisches Veteranenheim in Washington, D.C. Der mit Bayly Bucher (1919–2003) verheiratete Offizier starb am 31. Januar 1999 und wurde auf dem amerikanischen Nationalfriedhof Arlington beigesetzt.

## Orden und Auszeichnungen
Ferdinand Unger erhielt im Lauf seiner militärischen Laufbahn unter anderem folgende Auszeichnungen:
- Army Distinguished Service Medal
- Legion of Merit
- Bronze Star Medal
- Army Commendation Medal